# Casa di Meleagro

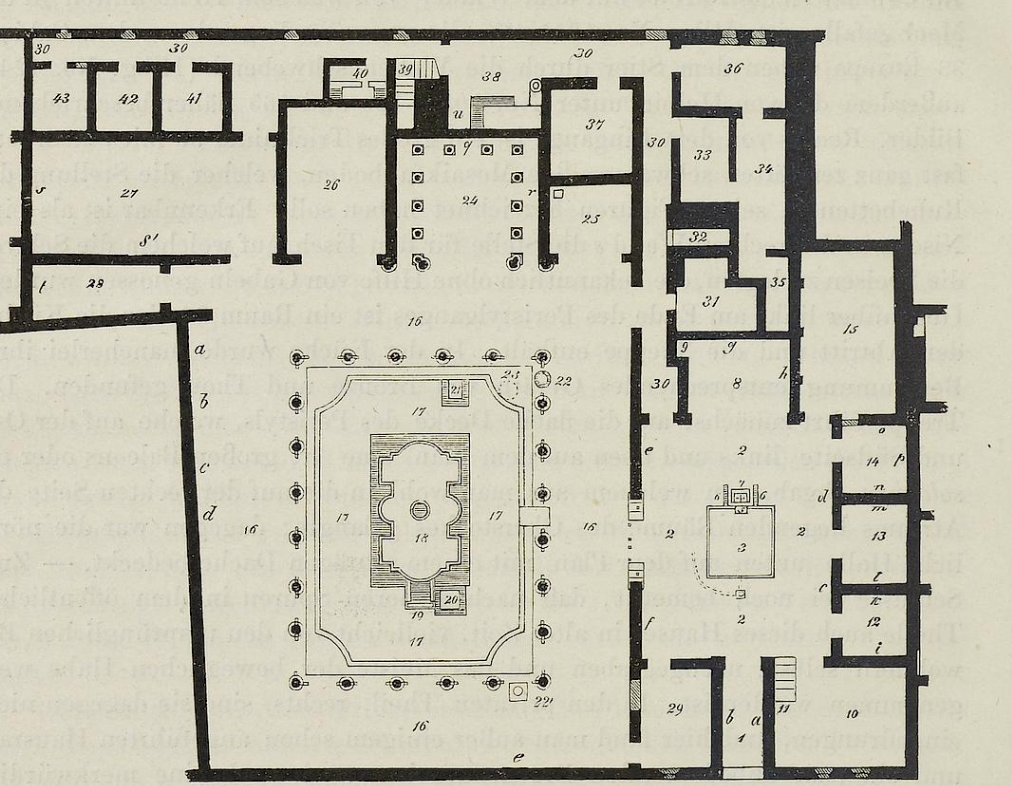
Grundriss des Hauses

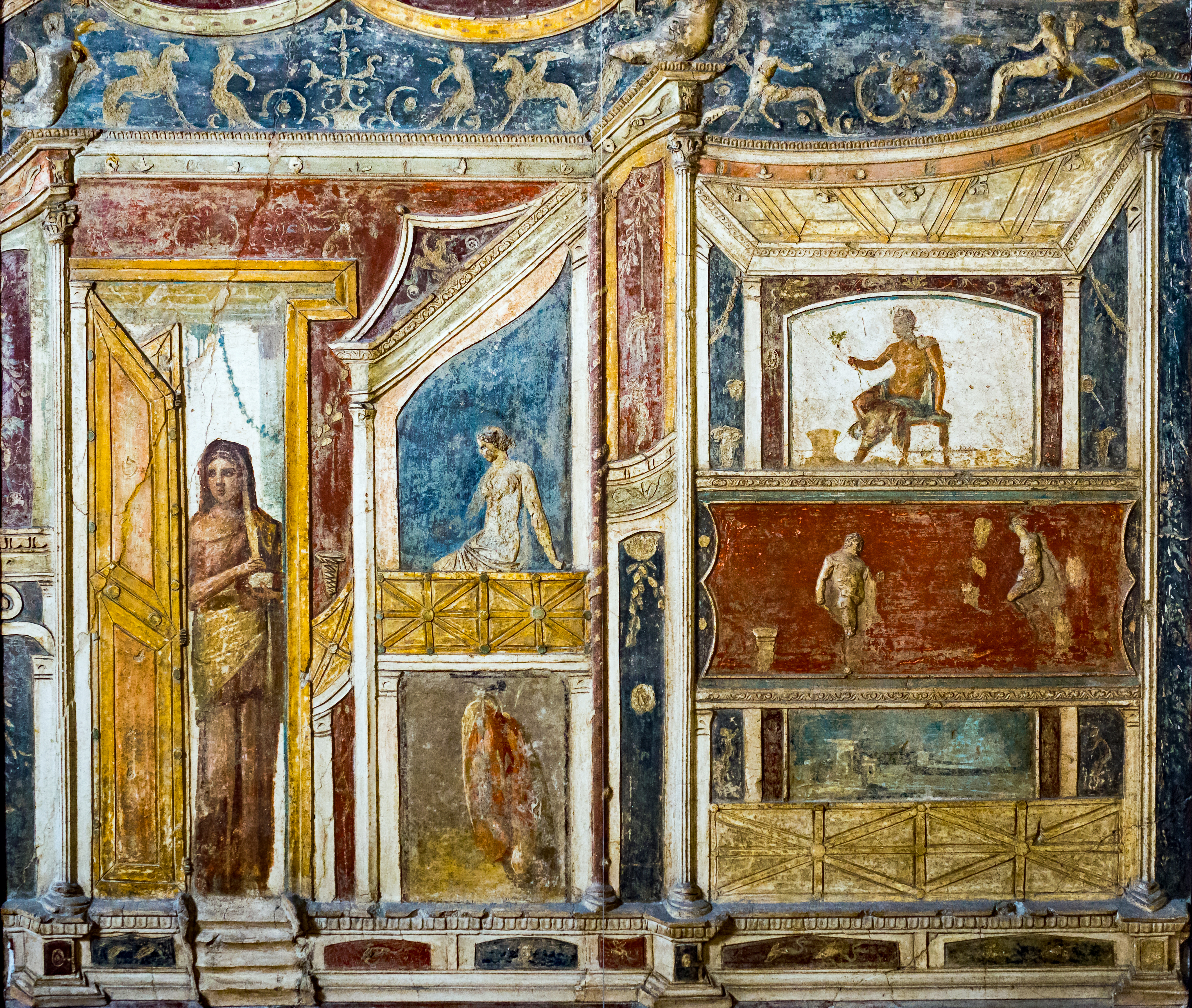
Stuckaturen aus dem Tablinum

Bei der Casa di Meleagro (Haus des Meleagros) handelt sich um ein großes, reich ausgestattetes Wohnhaus einer wohlhabenden Familie in Pompeji (VI 9, 2). Das Haus wurde 1829, 1837 und dann nochmals 1966 ausgegraben. Bei den Grabungen im 19. Jahrhundert wurden einzelne Wandmalereien aus den Wänden geschnitten und nach Neapel gebracht. Die meisten Wandmalereien blieben aber ungeschützt vor Ort und sind deshalb heute stark verblasst. Ihr früheres Aussehen ist zum Teil durch alte Zeichnungen überliefert. Einige Räume wurden im Laufe der Zeit überdacht.
Das Haus wurde im 2. Jahrhundert v. Chr. errichtet. Der Großteil der Dekoration des Hauses stammt aus der Zeit kurz vor dem Ausbruch des Vesuv im Jahr 79 und gehört dem 4. Stil an. Der Eingang des Hauses liegt im Südwesten. In den Fauces befindet sich ein Gemälde, das Meleagros und Atalante zeigt und dem Haus seinen modernen Namen gab. Von den Fauces gelangt man ins Atrium, wo sich neben dem Impluvium ein Marmortisch fand (heute im Archäologischen Nationalmuseum in Neapel), der mit geflügelten Greifen dekoriert ist. Gegenüber den Fauces befindet sich das Tablinum, dessen Wände mit bemalten Stuckaturen dekoriert waren. Die Stuckaturen sind früh von der Wand genommen worden und befinden sich heute im Archäologischen Nationalmuseum in Neapel. Links von den Fauces befindet sich ein kleiner Raum mit gut erhaltenen Wandmalereien im 4. Stil. Der Raum ist überdacht. Bemerkenswert ist die blaue Farbe des Hintergrunds. Blau ist nicht häufig bezeugt.
Nördlich vom Atrium befindet sich ein großes Peristyl mit einem Springbrunnen im Zentrum. An der Nordseite befindet sich ein korinthischer Oecus, ein mit Säulen ausgestatteter Repräsentationsraum. Beim korinthischen Oecus haben die Säulen einen Architrav als oberen Abschluss. Der Fußboden ist mit einem einfachen, schwarzweißen Mosaik ausgestattet. Die Wände tragen gelbgrundige Malereien im 4. Stil. Daneben befindet sich ein weiterer, großer Saal, der auch mit Malereien im 4. Stil dekoriert ist. Beide Säle sind heute überdacht, weshalb die Malereien etwas besser erhalten sind.

## Galerie

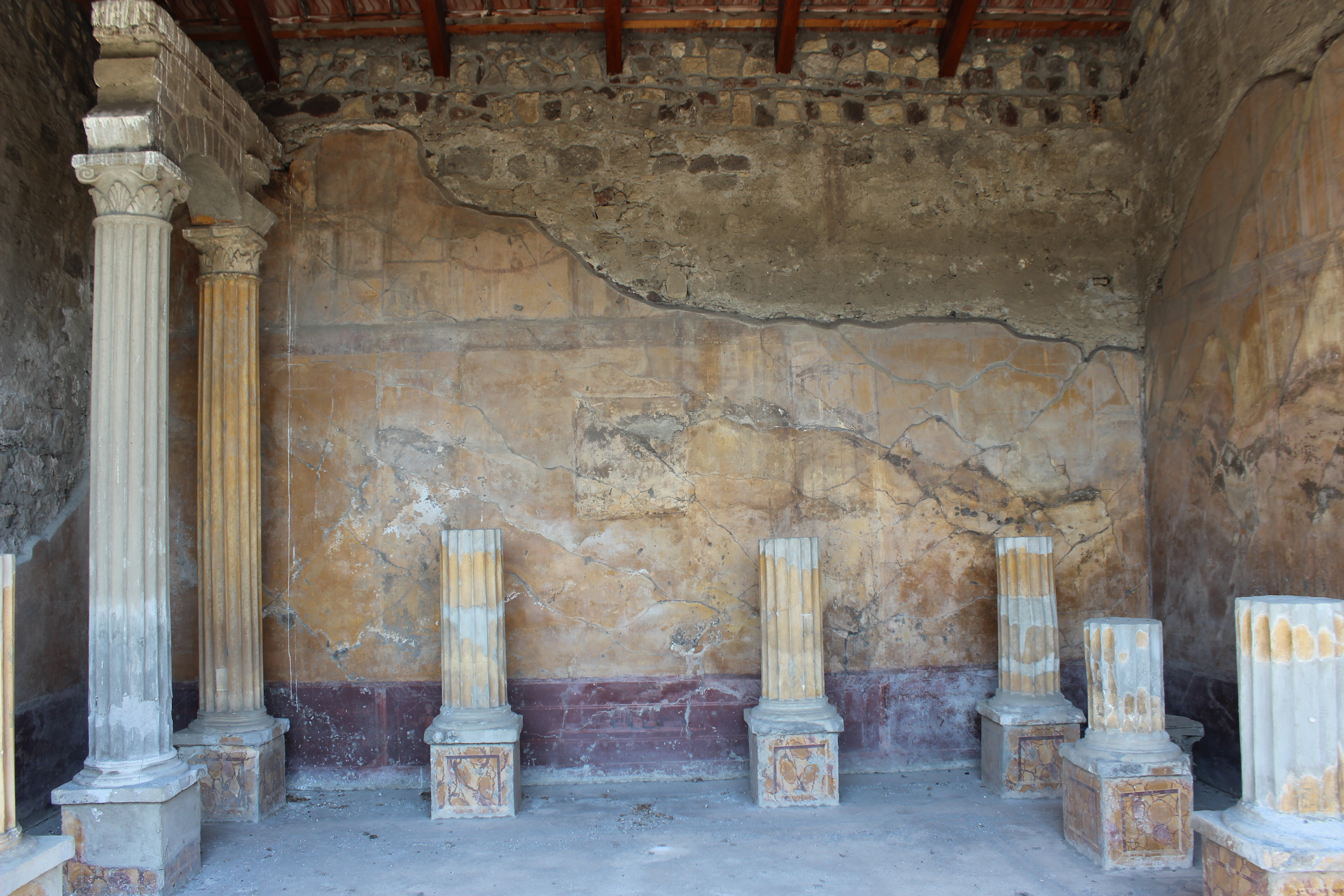
Der korinthische Oecus
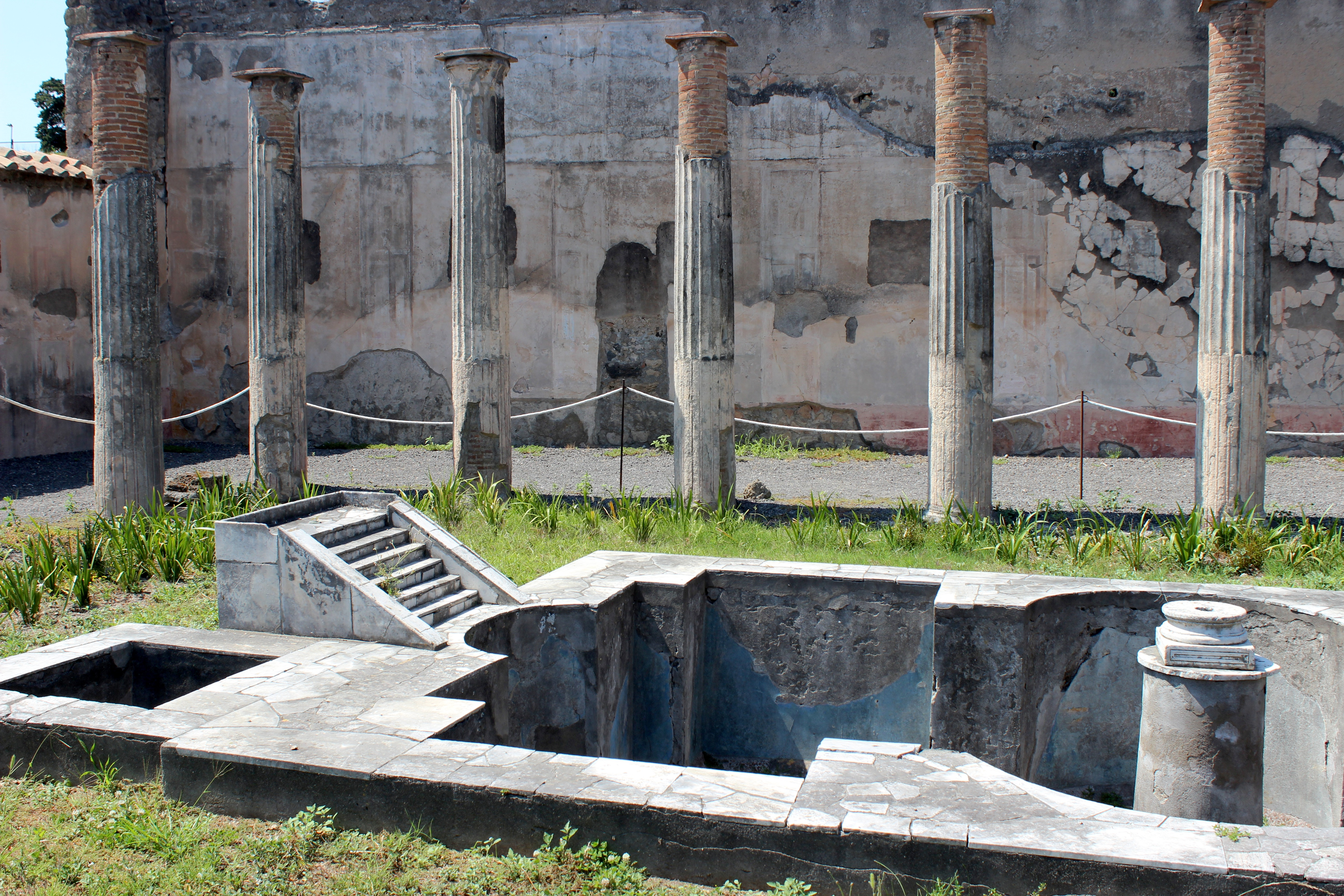
Peristyl mit Springbrunnen
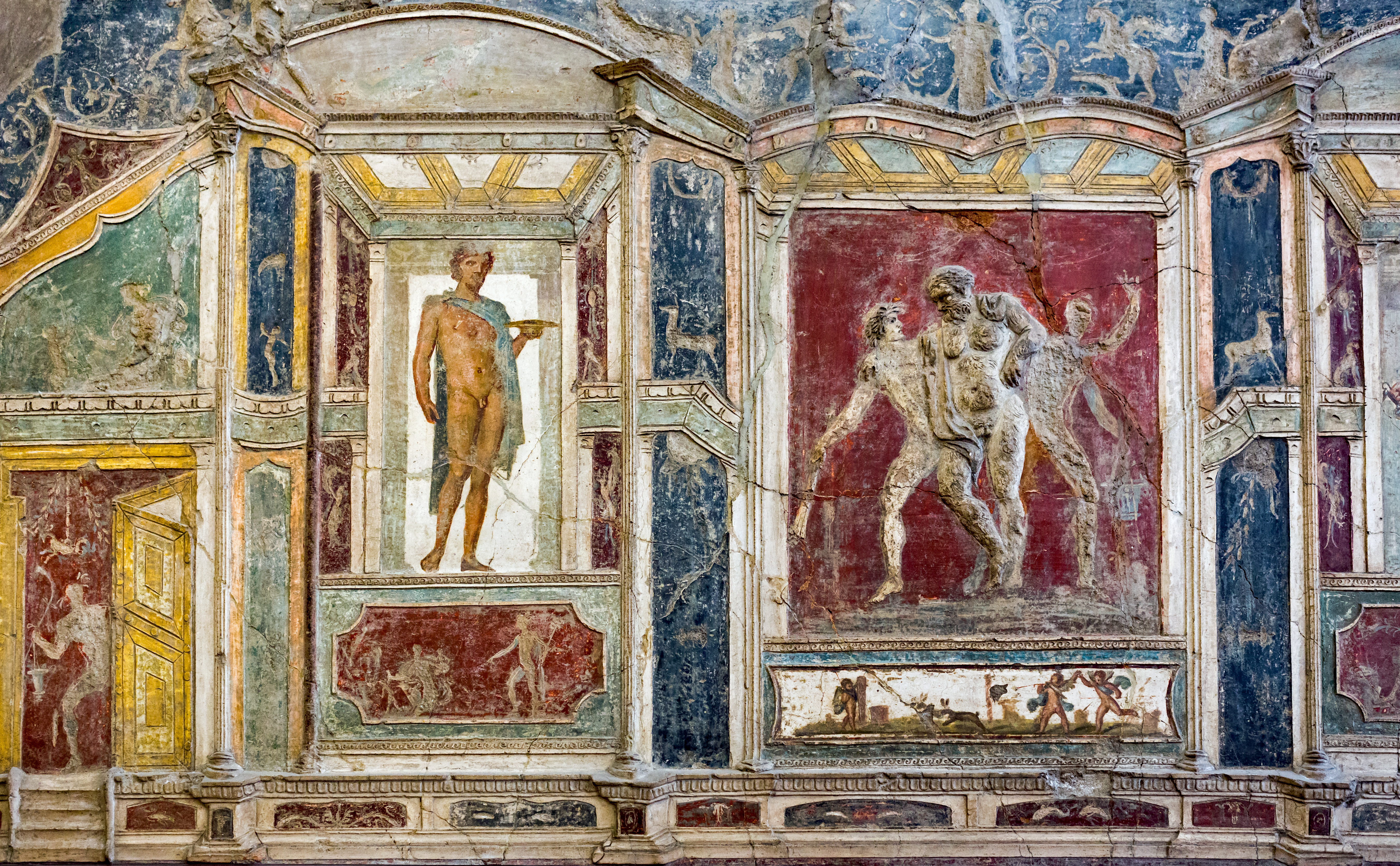
Stuckatur aus dem Tablinum
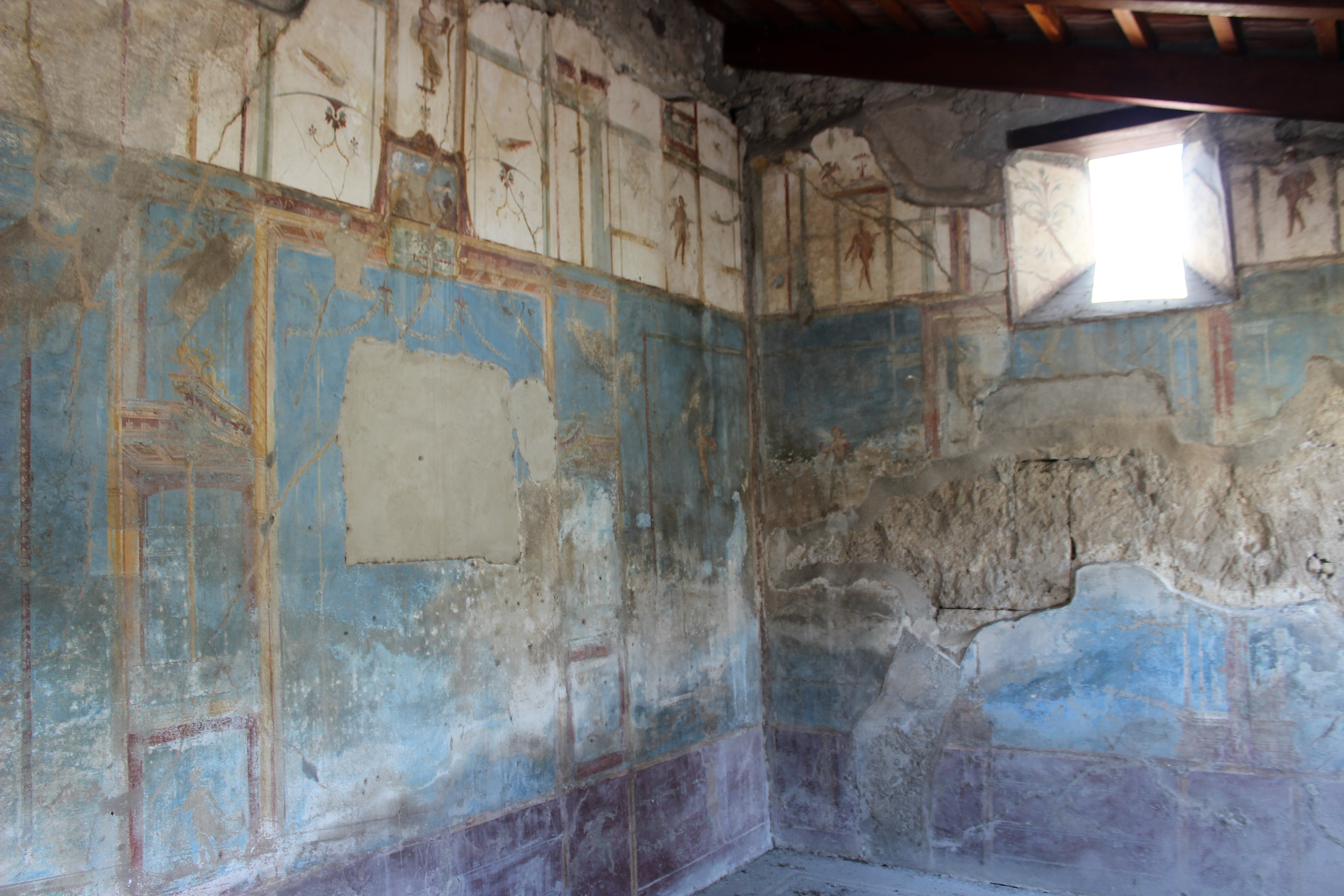
Malerei im 4. Stil auf blauem Grund
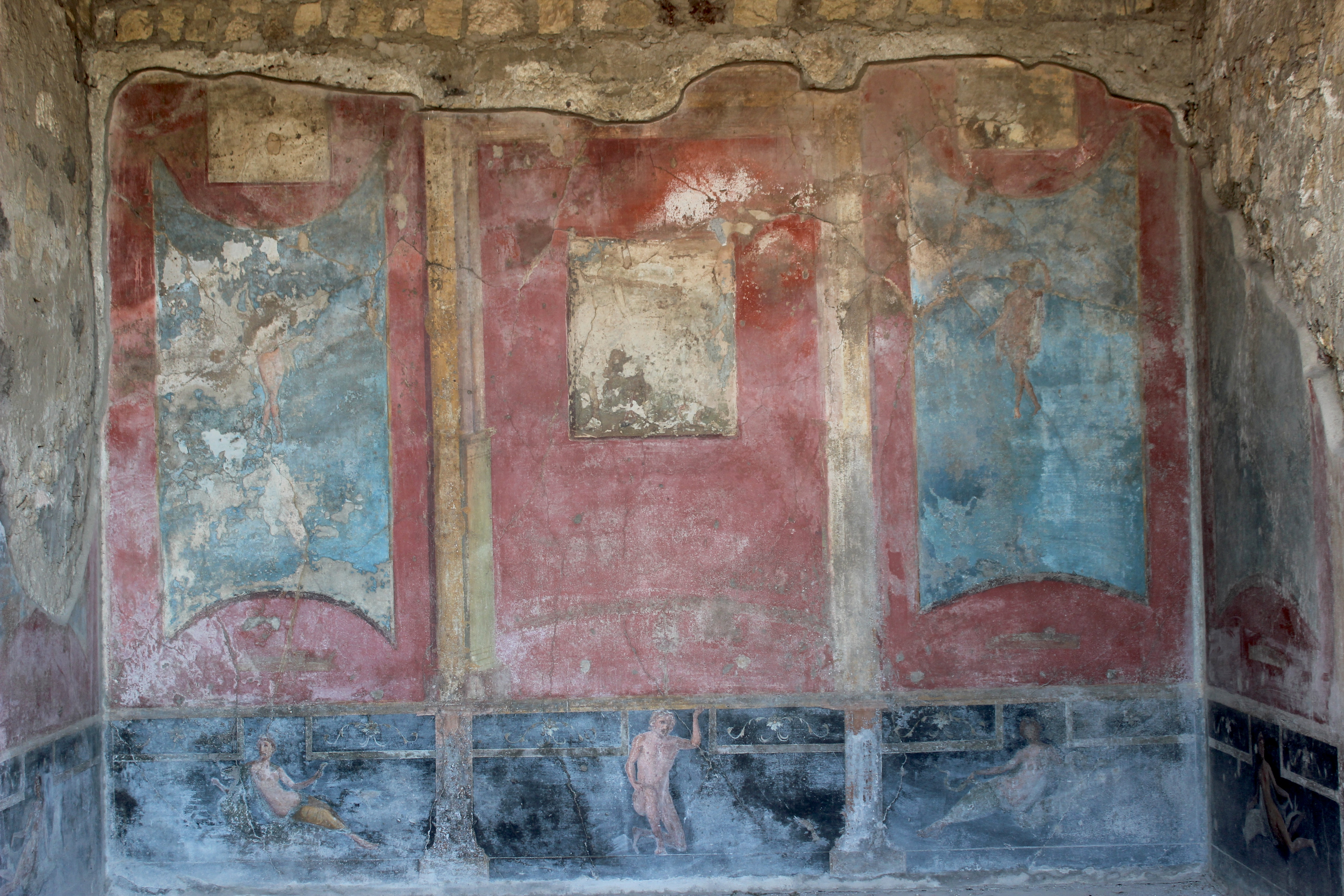
Malerei im 4. Stil, Saal neben dem korinthischen Oecus
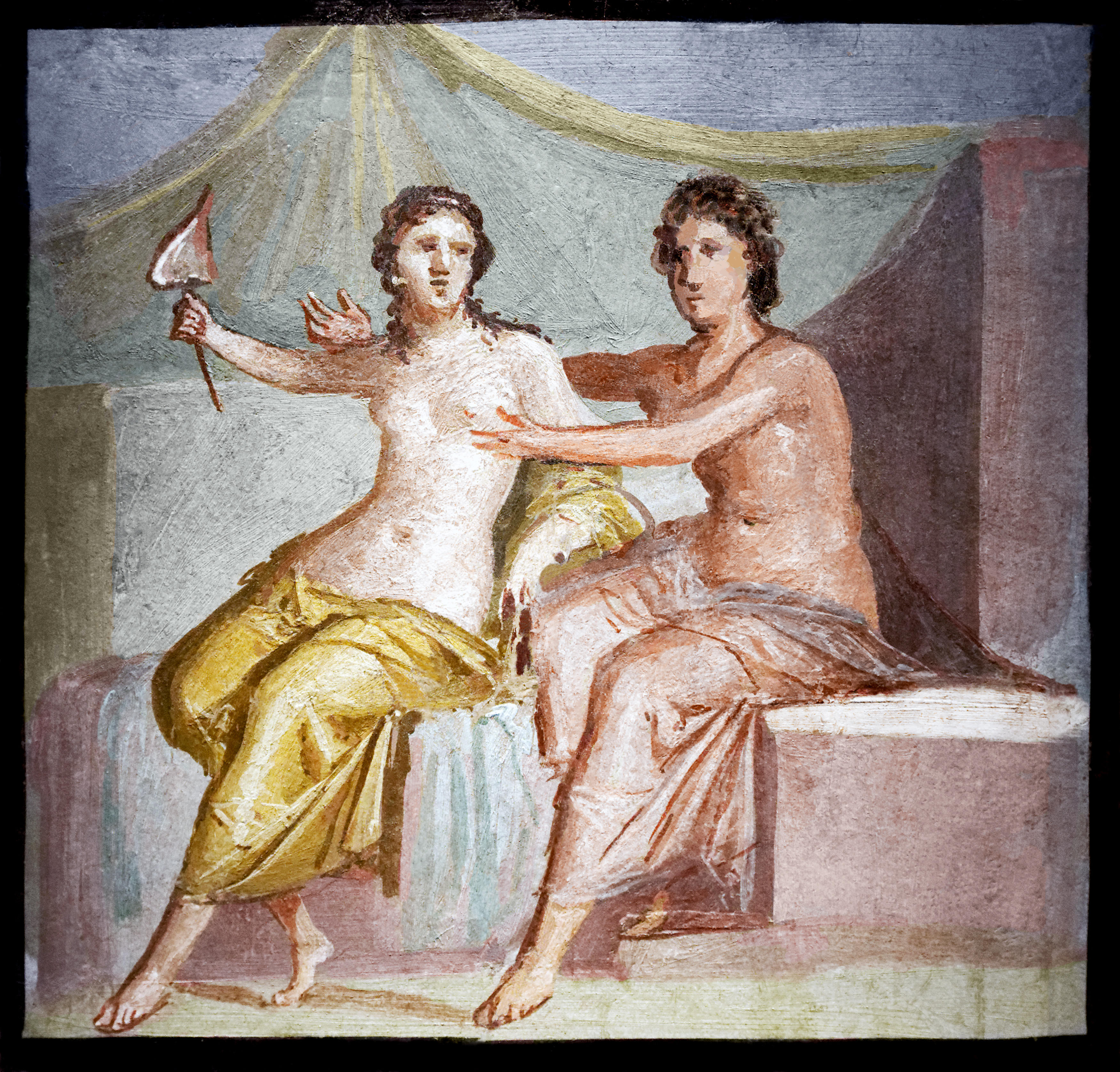
Mars und Venus, Gemälde, heute in Neapel